# Cruzille
Cruzille település Franciaországban, Saône-et-Loire megyében. Lakosainak száma 264 fő (2022. január 1.). Cruzille Martailly-lès-Brancion, Grevilly, Lugny, Bissy-la-Mâconnaise és Chissey-lès-Mâcon községekkel határos.

## Népesség
A település népességének változása:
| Lakosok száma | 256  | 258  | 328  | 263  | 263  | 262  | 261  | 262  | 264  |
|               | 2013 | 2015 | 2016 | 2017 | 2018 | 2019 | 2020 | 2021 | 2022 |